# Trijntje (skelet)
Trijntje is de naam die gegeven werd aan het oudste menselijke skelet dat in Nederland is aangetroffen (7000-7500 jaar oud, de periode van de vroege Swifterbantcultuur). 

## Vondst
Het skelet werden in 1997 aangetroffen tijdens archeologische opgravingen op de locatie Polderweg in Hardinxveld-Giessendam, voorafgaand aan de aanleg van de Betuweroute.
De vrouw kreeg de naam Trijntje als verwijzing naar de treinen die op de vindplaats rijden.

## Kenmerken en reconstructie
Een reconstructie van Trijntje is te zien in het museum De Koperen Knop in Hardinxveld-Giessendam.
Uit onderzoek bleek dat Trijntje ongeveer 50 jaar was, 1,58 meter lang, de moeder was van verschillende kinderen en in goede gezondheid verkeerde. Haar tanden waren sterk afgesleten door het eten van ruw voedsel of het met de tanden bewerken van dierenhuiden.

## Trivia
- Arriva reed op de MerwedeLingelijn met een treinstel vernoemd naar Trijntje.